# Katrine S. Pedersen
Katrine Søndergaard Pedersen (født 13. april 1977) er en dansk tidligere fodboldspiller og nuværende -træner, der senest var cheftræner for AGF's kvindehold i Gjensidige Kvindeligaen. Hun spillede sidst for australske Adelaide United. Forinden havde hun spillet i en række klubber, de længste perioder i danske HEI (i begyndelsen af karrieren) og i den norske klub Stabæk (mod slutningen af karrieren). 
Hun var anfører for kvindelandsholdet og har rekorden for fleste landskampe i Danmark med 210 kampe på kvindelandsholdet. Hun stoppede som assisterende landstræner for kvindelandsholdet i 2021. 
Efter afslutningen af den aktive karriere er hun gået i gang med trænergerningen, i første omgang på Norges Toppidrettsgymnas, og i august 2015 kunne DBU afsløre, at hun desuden var blevet assistent for kvindernes landstræner, Nils Nielsen.
Fra august 2017 var Katrine Pedersen, der er uddannet lærer, ansat som træner for fodboldpigerne på Vejle Idrætsefterskole, hvor hun også underviste i engelsk.
I slutningen af 2020 kunne AGF afsløre, at Pedersen blev ny cheftræner for klubbens kvindehold fra  sommeren 2021. Det lykkedes ikke for Pedersen og holdet at komme i ligaens slutspil to sæsoner i træk, og klubben valgte derpå ikke at forlænge kontrakten med hende lige inden jul 2022.
I sommeren 2022 blev Katrine S. Pedersen optaget i Fodboldens Hall of Fame.